# Мягкотелки
Мягкоте́лки (лат. Cantharidae) — семейство жуков из надсемейства Elateroidea. Взрослые насекомые обладают удлинёнными телами с мягкой кутикулой; усики 10—12-члениковые, нитевидные; брюшко с семью стернитами. Наземные или почвенные личинки с чёрными, бархатистыми покровами. Большая часть видов мягкотелок населяет страны с холодным и умеренным климатом.
Личинок представителей рода Telephorus называют снежными червями. В России представителей семейства часто называют «жук-пожарник».

## Описание
Окраска тела тёмная или яркая, обычно в сочетании жёлто-красного и чёрного.

## Морфология
Тело мягкотелок удлинённое, более или менее уплощённое дорсально, с мягкими покровами, особенно надкрылья. Верхнюю часть тела покрывают тонкие волоски. Голова больших размеров, вытянута вперёд. Усики нитевидные, их основания раздвинуты. Верхней губы нет. Переднеспинка более или менее четырёхугольная, по бокам часто расплостана. Вершины мандибул простые. Наличник не отделён ото лба. Надкрылья хорошо развиты, реже укорочены, в спутанной пунктировке (редко со следами килей точечных рядов). Эпиплевры узкие. Все тазики сближённые. Эпистерны заднегруди сужённые в задней части и выемчатые по внутреннему краю. Брюшко с 8—10 стернитами. Коготки простые, отличаются у разных полов.

### Половой диморфизм
Различие между самкой и самцом в целом невелико, но у отдельных родов хорошо выражено, например, у Trypherus, Silis, Malthodes.

## Экология
Взрослых жуков встретить можно на растениях или их цветках. Обычно хорошо и активно летают. В рацион мягкотелок входят мелкие насекомые и листья растений. Ведут активный дневной образ жизни, будучи потревоженными поджимают конечности, притворяясь мёртвыми.
Личинки — хищники, живущие в подстилке или верхнем слое почвы, под корой деревьев, в гнилой древесине, где питаются яйцами и личинками мелких насекомых. Для них характерно внекишечное пищеварение.

## Развитие
Генерация личинки длится два-три года. Окукливается в почве.

## Палеонтология
Обнаружено более 50 ископаемых видов мягкотелок. Древнейшие формы Cantharidae найдены в раннем мелу в ливанском янтаре (около 130 млн лет), бирманском янтаре (около 100 млн лет) и испанском янтаре (около 110 млн лет).
- Меловой период
  - Katyacantharis zherikhini Kazantsev & Perkovsky, 2019 (90 млн лет)[8]
  - Ornatomalthinus elvirae Poinar & Fanti, 2016 (97-110 млн лет)[9]
  - Myamalycocerus vitalii Fanti & Ellenberger, 2016 (97-110 млн лет)[10]
  - Archaeomalthodes rosetta Hsiao et al., 2016 (97-110 млн лет)[11]
  - Elektrokleinia picta Ellenberger & Fanti, 2019 (100 млн лет)[12]
- Палеоцен
  - Lithocantharis lunglokshuiensis Lin, 1997 [66-56 Ma], Peng Chau Island, Lung Lok Shui (Hong Kong)
  - Wongyekokia angustris Lin, 1997 [66-56 Ma], Peng Chau Island, Wong Ye Kok (Hong Kong)
  - Podabrus santaritensis Cockerell, 1936 [65.5-56.0 Ma], Quebrada «El Griton», «Sunchal Formation» (Аргентина)
  - Эоцен

Доминиканский янтарь
- - Tytthonyx geiseri Poinar & Fanti, 2016 [от 45-30 Ma до 20-15 Ma — эоцен или миоцен]

Балтийский янтарь
- - Cantharis nigricans Burmeister, 1832 [38/37.2-33.9 Ma]
  - Cantharis sucinonigra Kuśka, 1992 [38/37.2-33.9 Ma]
  - Cantharis sucinokotejai (Kuśka, 1996) [38/37.2-33.9 Ma]
  - Electronycha prussica Kazantsev, 2013 [38/37.2-33.9 Ma]
  - Rhagonycha kryshtofovichi (Yablokov-Khnzorian, 1960) [38/37.2-33.9 Ma]
  - Rhagonycha sucinobaltica Poinar & Fanti, 2016 [38/37.2-33.9 Ma]
  - Sucinocantharis baltica Kuśka & Kania, 2010 [38/37.2-33.9 Ma]
  - Sucinorhagonycha kulickae Kuśka, 1996 [38/37.2-33.9 Ma]
  - Themus pristinus Kazantsev, 2013 [38/37.2-33.9 Ma]
  - Cacomorphocerus cerambyx Schaufuss, 1892 [38/37.2-33.9 Ma]
  - Cacomorphocerus jantaricus (Kuśka & Kania, 2010) [38/37.2-33.9 Ma]
  - Macrocerus sucinopenninus (Kuśka & Kania, 2010) [38/37.2-33.9 Ma]
  - Malthinus danieli Kuśka & Kania, 2010 [38/37.2-33.9 Ma]
  - Malthodes ceranowiczae Kuśka & Kupryjanowicz, 2005 [38/37.2-33.9 Ma]
  - Malthodes kotejai Kuśka & Kupryjanowicz, 2005 [38/37.2-33.9 Ma]
  - Malthodes serafini Kuśka & Kupryjanowicz, 2005 [38/37.2-33.9 Ma]
  - Malthodes sucini Kuśka & Kania, 2010 [38/37.2-33.9 Ma]
  - Mimoplatycis notha Kazantsev, 2013 [38/37.2-33.9 Ma] — также в Ровенском янтаре
  - Curche pauli Alekseev & Kazantsev, 2014 [38/37.2-33.9 Ma]
  - Electrosilis minuta Kazantsev, 2013 [38/37.2-33.9 Ma]

Ровенский янтарь
- - Malthodes perkovskyi Kazantsev, 2010 [38/37.2-33.9 Ma]
  - Malthodes rovnoensis Kazantsev & Perkovsky, 2014 [38/37.2-33.9 Ma]

Florissant (США)
- - Atalantycha humata (Wickham, 1913) [37.2-33.9 Ma]
  - Rhagonycha hesperus (Wickham, 1914) [37.2-33.9 Ma]
  - Podabrus cupesoides Wickham, 1917 [37.2-33.9 Ma]
  - Podabrus florissantensis Wickham, 1914 [37.2-33.9 Ma]
  - Podabrus fragmentatus Wickham, 1914 [37.2-33.9 Ma]
  - Podabrus wheeleri Wickham, 1909 [37.2-33.9 Ma]
  - Chauliognathus pristinus Scudder, 1876 [37.2-33.9 Ma]
  - Trypherus aboriginalis Wickham, 1913 [37.2-33.9 Ma]
  - Polemius crassicornis Wickham, 1914 [37.2-33.9 Ma]

## Русские названия
- Мягкотелки (род) (Cantharis Linnaeus):
  - Мягкотелка бурая (Cantharis fusca Linnaeus)
  - Мягкотелка тёмная (Cantharis obscura Linnaeus)